# Novak (firma)

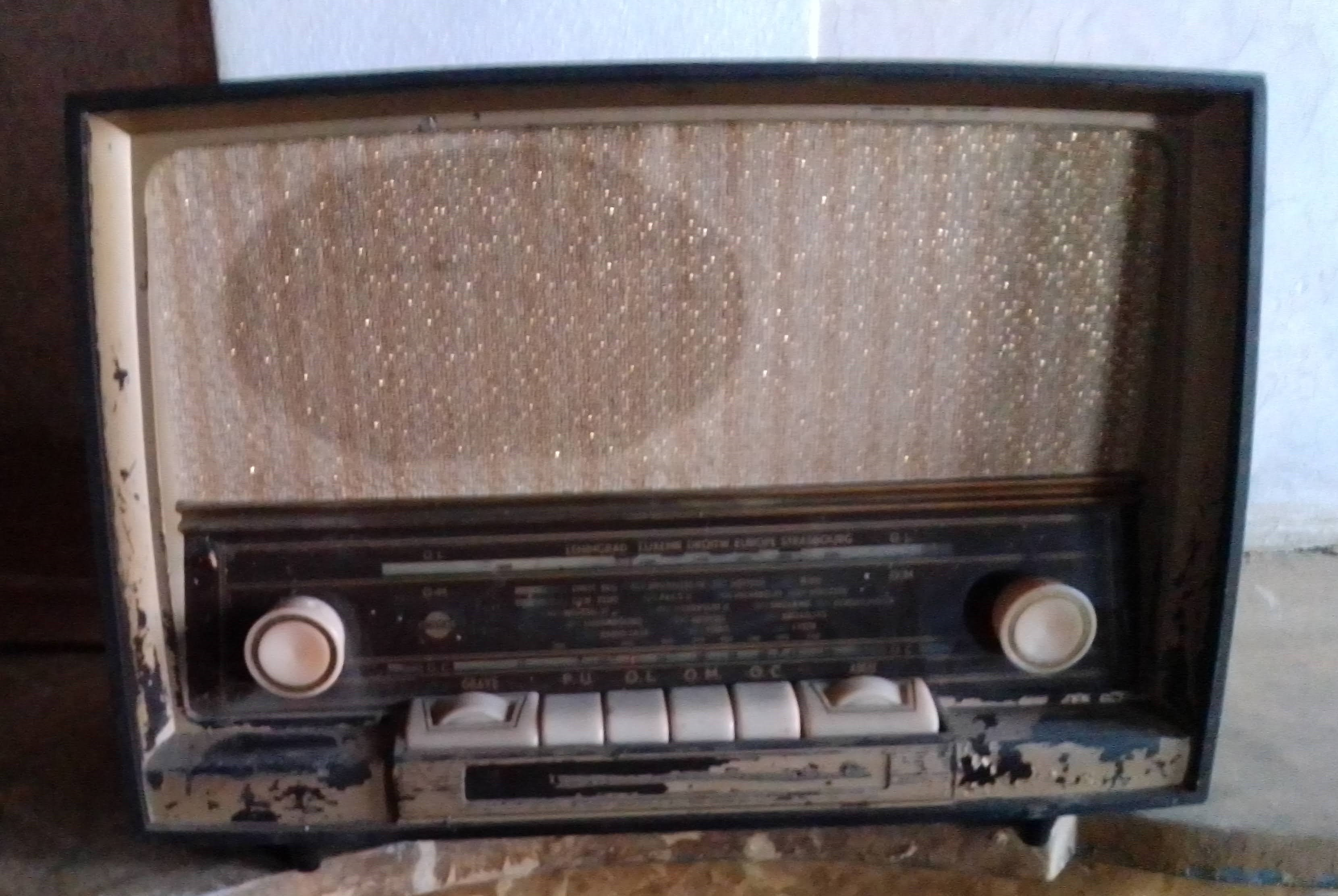
Radio vanuit de Novak-fabriek

Novak was een fabrikant van radio's en transistors te Brussel.

## Geschiedenis
Het bedrijf is opgericht in 1929 in de Montoyerstraat 49 te Brussel. In 1934 verhuisde de firma naar de Lambert Crickxstraat 9 en de lakenstraat 93. Vanaf 1948 waren ze gehuisvest in de Kliniekstraat 65-67 te Anderlecht. De gebouwen in de kliniekstraat zijn opgenomen als onroerend erfgoed.
Na de overname in 1960 werd nog onder de naam AREL - NOVAK geproduceerd maar was de productie in België gestopt. In 1963 werd het bedrijf overgenomen.

## Modellen
- 500
- 551 (Pontiac)